# 1月16日
1月16日（いちがつじゅうろくにち）は、グレゴリオ暦で年始から16日目に当たり、年末まであと349日（閏年では350日）ある。

## できごと
- 1395年（応永元年12月17日）- 足利義持に将軍宣下、父の足利義満は太政大臣となる。
- 1486年（文明17年12月11日）- 南山城国の国人、農民が宇治平等院に集結し、自治のための掟法を定め、畠山氏の撤退を要求（山城国一揆）。
- 1547年 - イヴァン4世がモスクワの生神女就寝大聖堂でロシアで初めてツァーリとして戴冠式を行う（ロシア・ツァーリ国）。
- 1556年 - フェリペ2世がスペイン王に即位。
- 1581年 - イングランド議会がローマ・カトリックを非合法化。
- 1605年 - ミゲル・デ・セルバンテスの小説『ドン・キホーテ』前巻がマドリードで刊行[1]。
- 1610年（慶長14年12月22日）- 徳川家康の十一男松平鶴千代丸（後の徳川頼房）が常陸国水戸藩25万石に転封。
- 1707年 - スコットランド議会で合同法が可決成立。これによりグレートブリテン王国が成立。
- 1777年 - ニューコネチカット共和国（後のバーモント共和国、現アメリカ合衆国バーモント州）がイギリスからの独立を宣言。
- 1780年 - アメリカ独立戦争: サン・ビセンテ岬の月光の海戦。
- 1876年 - 横浜に日本初のアイススケート場（氷すべり場）がオープン。
- 1889年 - 水戸鉄道・小山駅 - 水戸駅間（現在の水戸線全線と常磐線の一部）が開業。
- 1906年 - 第一次モロッコ事件解決のためのアルヘシラス会議が始まる。
- 1911年 - 国鉄が車両称号規定を定める。
- 1912年 - 白瀬矗率いる日本の南極探険隊が南極大陸に到着[2]。
- 1912年 - 大阪市難波新地で大火。4576戸が焼失[3]。
- 1919年 - 酒の製造や販売などを禁じた禁酒法がアメリカ議会を通過。翌1920年に施行。1933年に廃止。
- 1920年 - パリで国際連盟の第1回理事会を開催。
- 1920年 - アメリカ合衆国上院がアメリカ合衆国の国際連盟への加盟を否決。
- 1932年 - 秩父宮雍仁親王の口添えでホテルオークラの創業者大倉喜七郎男爵が私財を投じて建設した大倉山ジャンプ競技場が開場。
- 1938年 - 日本の近衛文麿首相が「国民政府を対手とせず」の声明を出し、日中戦争和平交渉の打ち切りを宣言（第一次近衛声明）。
- 1940年 - 米内光政が日本の第37代内閣総理大臣に就任し、米内内閣が成立。
- 1945年 - 第二次世界大戦: アドルフ・ヒトラーが総統地下壕に移る。
- 1947年 - ヴァンサン・オリオールがフランス第四共和政の初代大統領に就任。
- 1947年 - 新皇室典範公布。
- 1960年 - 安保闘争: 新安保調印全権団がアメリカへ出発。羽田空港で全学連と警官隊が衝突。
- 1962年 - 建設省が全国の主要国道にガードレール設置を決定。
- 1968年 - 佐世保エンタープライズ寄港阻止闘争: 博多駅構内で原子力空母エンタープライズ寄港阻止の全学連学生と警官隊が衝突（博多駅事件）。後に、福岡地裁がこの事件を撮影したテレビフィルムの提出を各テレビ局に命じ、報道の自由をめぐって裁判となる（博多駅テレビフィルム提出命令事件）。
- 1969年 - ソ連の宇宙船ソユーズ4号と5号が初の有人宇宙船同士のドッキングに成功。
- 1969年 - チェコスロバキアの大学生ヤン・パラフがプラハのヴァーツラフ広場でワルシャワ条約機構軍の侵攻によるプラハの春圧殺に抗議して焼身自殺を図る。パラフは3日後に死去。
- 1969年 - アメリカ合衆国初の実用高速列車「メトロライナー」が営業運転を開始する。
- 1979年 - イラン革命: イラン皇帝（シャー）モハンマド・レザー・パフラヴィーがエジプトに亡命。
- 1980年 - 元ビートルズのポール・マッカートニーが来日時、成田空港にて大麻所持で逮捕[4]。
- 1986年 - Internet Engineering Task Force（IETF）設立。
- 1987年 - 学生デモなどの政治的責任をとって胡耀邦が中国共産党中央委員会総書記を辞任。
- 1994年 - Jリーグチャンピオンシップでヴェルディ川崎が勝利し、Jリーグ初代年間チャンピオンとなる。
- 2003年 - STS-107によりスペースシャトル・コロンビアを打上げ。2月1日の帰還時に空中分解事故。
- 2006年 - ライブドア・ショック: 東京地検特捜部が証券取引法違反容疑で六本木ヒルズ森タワーのライブドア本社などを強制捜査。
- 2006年 - エレン・ジョンソン・サーリーフがリベリアの大統領に就任。
- 2009年 - ハイパーインフレーション中のジンバブエで100兆ジンバブエ・ドル紙幣を発行。
- 2013年 - アルジェリア人質事件: アルジェリアのイナメナスで人質事件が発生[5]。
- 2014年 - オウム真理教の平田信が初公判[6]。教団による一連の事件について、裁判員が初めて審理した。
- 2019年 - 大相撲横綱の稀勢の里が引退を表明[7]。
- 2020年 - 日本で、新型コロナウイルスの感染者が初めて確認される[8]。
- 2021年 - センター試験に代わり大学入学共通テストがはじまる[9]。
- 2021年 - 石原プロモーションがこの日をもって解散し、58年の歴史に幕を閉じた[10][11]。

## 誕生日
- 1362年 - ロバート・ド・ヴィアー (アイルランド公) - イングランドの貴族（+ 1392年）
- 1594年（文禄2年11月25日） - 前田利常、第3代加賀藩主（+ 1658年）
- 1737年（元文元年12月16日） - 板倉勝任、第5代福島藩主（+ 1766年）
- 1749年 - ヴィットーリオ・アルフィエーリ、劇作家（+ 1803年）
- 1749年（寛延元年11月28日） - 松平直泰、第4代明石藩主（+ 1804年）
- 1811年（文化11年12月22日） - 松平頼胤、第10代高松藩主（+ 1877年）
- 1815年（文化11年12月7日） - 鍋島直正、第10代佐賀藩主（+ 1871年）
- 1816年 - ジョン・パーマー・アッシャー、政治家、第7代アメリカ合衆国内務長官（+ 1889年）
- 1821年 - ジョン・ブレッキンリッジ、政治家、第14代アメリカ合衆国副大統領（+ 1875年）
- 1825年 - カール・アブラハム・ピル、鉄道技術者（+ 1897年）
- 1834年（天保年12月7日） - 永井尚服、第6代加納藩主（+ 1885年）
- 1836年（天保6年11月28日） - 井上馨、政治家（+ 1915年）
- 1853年 - アンドレ・ミシュラン、ミシュランタイヤ創業者（+ 1931年）
- 1868年 - アーミン・ロイシュナー、天文学者（+ 1953年）
- 1870年 - ジミー・コリンズ、元プロ野球選手、ボストン・レッドソックス初代監督（+ 1943年）
- 1887年 - 葛西善蔵、小説家（+ 1928年）
- 1893年 - 東龍太郎、元東京都知事、日本赤十字社社長（+ 1983年）
- 1895年 - 長井満、大日本帝国海軍少将、回天特別攻撃隊司令官（+ 1978年）
- 1900年 - エーディト・フランク、 アンネ・フランクの母 (+ 1945年)
- 1901年 - フルヘンシオ・バティスタ、政治家、キューバ大統領（+ 1973年）
- 1905年 - 伊藤整、文芸批評家、詩人、小説家（+ 1969年）
- 1910年 - ディジー・ディーン、元プロ野球選手（+ 1974年）
- 1916年 - 御園生崇男、元プロ野球選手（+ 1965年）
- 1917年 - 中村民雄、元プロ野球選手（+ 2003年）
- 1919年 - 石井冨士雄、銀行家、岩手銀行頭取（+ 2007年）
- 1921年 - 山田潔、元プロ野球選手（+ 1984年）
- 1921年 - 上山春平、哲学者（+ 2012年）
- 1924年 - 稲葉興作、実業家（+ 2006年）
- 1926年 - 今日規汰代（今喜多代）、漫才師（+ 2011年）
- 1927年 - 蔭山和夫、元プロ野球選手（+ 1965年）
- 1929年 - 神山繁、俳優（+ 2017年）
- 1931年 - ヨハネス・ラウ、政治家、ドイツ連邦大統領（+ 2006年）
- 1932年 - 藤田敏八、映画監督（+ 1997年）
- 1932年 - ダイアン・フォッシー、動物学者（+ 1985年）
- 1934年 - マリリン・ホーン、ソプラノ歌手
- 1938年 - 桜川唯丸、歌手、詩人
- 1942年 - 安藤英志、元プロ野球選手
- 1942年 - 高山正行、日本最初のプロ和太鼓奏者
- 1942年 - バーバラ・リン、アメリカ合衆国のR&Bギタリスト、歌手
- 1943年 - ブライアン・ファーニホウ、作曲家
- 1943年 - ギャヴィン・ブライアーズ、作曲家
- 1947年 - 加藤哲郎、政治学者
- 1948年 - ジョン・カーペンター、映画監督
- 1948年 - かんべむさし、小説家
- 1948年 - 須田哲夫、アナウンサー
- 1948年 - 堀内恒夫、政治家、元プロ野球選手、監督
- 1948年 - 星セント、漫才師（+ 2004年）
- 1948年 - 有馬瑞香、声優
- 1948年 - 小金丸満、元プロ野球選手
- 1950年 - 山田正紀、SF作家
- 1951年 - 堂山芳則、調教師
- 1956年 - 高木毅、政治家
- 1957年 - 宮島達男、美術家
- 1959年 - 池上季実子、女優
- 1959年 - 奥田建、政治家
- 1959年 - 辛淑玉、実業家、人権問題活動家、評論家
- 1959年 - シャーデー・アデュ、歌手（シャーデー）
- 1960年 - 野田雲平、元プロ野球選手
- 1961年 - 馬栄成、漫画家
- 1962年 - なかみつせいじ、俳優
- 1963年 - 日野由利加、声優
- 1964年 - 宮塚英也、トライアスリート
- 1964年 - 斉藤光子、ミュージシャン（GO-BANG'S）
- 1966年 - ジャック・マクダウエル、元プロ野球選手
- 1967年 - 尾鷲義仁、演歌歌手
- 1967年 - ダンディ坂野、漫談家
- 1968年 - 伊藤敦基、CBCテレビスポーツ部員、元アナウンサー
- 1969年 - デッド、ミュージシャン（メイヘム）（+ 1991年）
- 1969年 - 曺貴裁、元サッカー選手
- 1970年 - ビッグ・タイトン、プロレスラー
- 1972年 - 木下隆行、お笑いタレント、俳優（TKO）
- 1972年 - スマイリーキクチ、お笑いタレント
- 1973年 - 田村英里子、女優、歌手
- 1973年 - 宮前真樹、料理研究家、タレント（元CoCo）
- 1973年 - SHEILA、ファッションモデル、タレント
- 1973年 - マルセル・マウーブ、元サッカー選手
- 1974年 - ケイト・モス、スーパーモデル
- 1974年 - 田島俊明、調教師
- 1974年 - カティ・ウィンクラー、フィギュアスケート選手
- 1974年 - 瀬尾まいこ、小説家
- 1975年 - 佐々木貴、プロレスラー
- 1975年 - 虎牙光揮、俳優
- 1977年 - 重岡謙作、お笑い芸人（ラフ・コントロール）
- 1977年 - 大真鶴健司、元大相撲力士
- 1978年 - 永徳、俳優
- 1979年 - アリーヤ、歌手（+ 2001年）
- 1979年 - 賀集利樹、俳優
- 1979年 - ジャック・カスト、元プロ野球選手
- 1980年 - アルバート・プホルス、プロ野球選手
- 1980年 - 大塚小百合、政治家
- 1981年 - パンチ浜崎、お笑いタレント（ザ・パンチ）
- 1981年 - 松下恵、女優
- 1981年 - 及川佑、スピードスケート選手
- 1983年 - 坂田大輔、元サッカー選手
- 1984年 - 七海ひろき、元宝塚歌劇団男役
- 1984年 - ステファン・リヒトシュタイナー、元サッカー選手
- 1984年 - 藤田麻衣子、シンガーソングライター
- 1984年 - 三星マナミ、プロスキーヤー、元子役
- 1985年 - 愛彩、元グラビアアイドル
- 1985年 - 平賀貴大、作曲家
- 1985年 - パブロ・サバレタ、元サッカー選手
- 1985年 - ジョー・フラッコ、アメリカンフットボール選手
- 1985年 - ボビー・ブレビンス、プロ野球選手
- 1985年 - ジュニオール・ゲラ、プロ野球選手
- 1985年 - 両角友佑、元カーリング選手
- 1985年 - イ・ミンギ、俳優
- 1986年 - 田村太雅、騎手
- 1986年 - 尾崎美沙、グラビアアイドル
- 1986年 - ティーナ・カリーナ、シンガーソングライター
- 1986年 - 松本隆太郎、レスリング選手
- 1986年 - 丹羽大輝、サッカー選手
- 1987年 - 小町桃子、元タレント
- 1987年 - グレイビス・バスケス、バスケットボール選手
- 1987年 - ゼラス・ウィーラー、元プロ野球選手
- 1987年 - 岸敬祐、元プロ野球選手
- 1988年 - シンシア・ファヌフ、元フィギュアスケート選手
- 1988年 - 小久保志乃、元野球選手
- 1988年 - ニクラス・ベントナー、元サッカー選手
- 1988年 - 陳内将、俳優
- 1988年 - ブノワ・リショー、フィギュアスケート振付師
- 1988年 - 佐藤天彦、将棋棋士
- 1990年 - 豊島明好、元プロ野球選手
- 1990年 - 赤松悠実、タレント
- 1990年 - 辻茜、ミュージカル俳優
- 1990年 - 平野優、元騎手、調教助手
- 1990年 - デニス・ケリー、アメリカンフットボール選手
- 1990年 - 堂前透、お笑い芸人（ロングコートダディ）
- 1991年 - 六平光成、元サッカー選手
- 1993年 - 大東翔生、お笑い芸人（ダブルヒガシ）
- 1993年 - Sunghak、アイドル、ミュージシャン（BIGSTAR）
- 1993年 - ノ・ジョンヒョン、俳優
- 1993年 - ソンジン、歌手（DAY6）
- 1994年 - 竹田美沙紀、元ファッションモデル
- 1994年 - 井上ひかり、歌手、声優
- 1994年 - 真奈、グラビアアイドル
- 1994年 - 紺野ひかる、AV女優
- 1994年 - 音琴るい、AV女優
- 1995年 - 内海啓貴、タレント
- 1995年 - 松原味椰緋、女優
- 1995年 - 南野拓実、サッカー選手
- 1996年 - 田島健吾、元子役
- 1996年 ‐ キム・ジェニ、アイドル（BLACKPINK）
- 1996年 - 高尾美有、女優
- 1996年 - 皇ゆず、AV女優
- 1998年 - 杉本佳宣、元子役
- 1998年 - スングァン、アイドル（SEVENTEEN）
- 1998年 - 茶谷健太、プロ野球選手
- 2000年 - 浅見レナ、AV女優
- 2001年 - JUNSEO、アイドル、ミュージシャン（DKB）
- 2002年 - 那須雄登、アイドル（美 少年)
- 2002年 - 木更かのん、グラビアアイドル
- 2004年 - 五代目市川團子、歌舞伎俳優
- 2005年 - 前田和摩、陸上競技選手
- 2006年 - 藤井葉大、サッカー選手
- 2006年 - 伊藤一葉、バレーボール選手
- 生年不詳 - 吉柳太士郎、声優
- 生年不詳 - 高橋信、声優
- 生年不詳 - 湯浅かえで、声優
- 生年不詳 - 日向ハル[12]、アイドル（フィロソフィーのダンス）
- 生年不詳 - 江崎とし子、歌手、作詞家、作曲家
- 生年不詳 - 夢乃ゆき、歌手
- 生年不詳 - 小宮山瑞季、長野放送アナウンサー

### 人物以外（動物など）
- 2012年 - まさはるくん、『まさはる君が行く!ポチたまペットの旅』の3代目旅犬

## 忌日

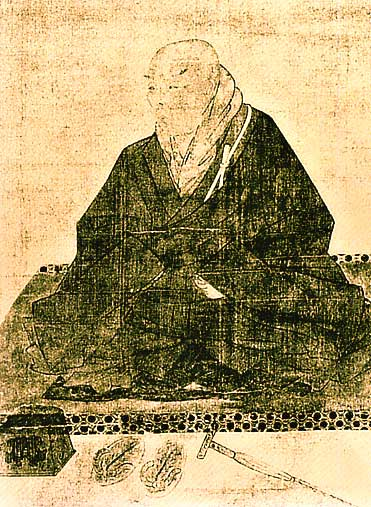
浄土真宗の開祖親鸞(1173～1262)遷化。画像は絹本著色親鸞聖人像(安城御影)

- 991年（正暦元年12月28日） - 平兼盛、歌人、三十六歌仙の1人
- 1263年（弘長2年11月28日） - 親鸞、浄土真宗宗祖（* 1173年）
- 1547年 - ヨハネス・シェーナー、天文学者、地図製作者（* 1477年）
- 1710年（宝永6年12月17日） - 東山天皇、第113代天皇（* 1675年）
- 1794年 - エドワード・ギボン、歴史家（* 1737年）
- 1806年 - ニコラ・ルブラン、化学者（* 1742年）
- 1815年 - エマ・ハミルトン、ホレーショ・ネルソンの愛人として知られる人物（* 1765年）
- 1817年 - アレクサンダー・ダラス、第6代アメリカ合衆国財務長官（* 1759年）
- 1853年 - マッテオ・カルカッシ、作曲家、ギタリスト（* 1792年）
- 1864年 - アントン・シンドラー、作曲家ルートヴィヒ・ヴァン・ベートーヴェンの秘書、伝記作者（* 1795年）
- 1865年（元治元年12月19日） - 山田亦介、長州藩士（* 1809年）
- 1865年（元治元年12月19日） - 前田孫右衛門、長州藩士（* 1818年）
- 1865年（元治元年12月19日） - 松島剛蔵、長州藩士（* 1825年）
- 1865年（元治元年12月19日） - 大和弥八郎、長州藩士（* 1835年）
- 1865年（元治元年12月19日） - 渡辺内蔵太、長州藩士（* 1836年）
- 1868年（慶応3年12月22日） - 宮永良蔵、蘭学者（* 1833年）
- 1884年 - 前田斉泰、第13代加賀藩主（* 1811年）
- 1891年 - レオ・ドリーブ、作曲家（* 1836年）
- 1898年 - アントワーヌ・マルモンテル、ピアニスト、教育者、著述家（* 1816年）
- 1901年 - アルノルト・ベックリン、画家（* 1827年）
- 1912年 - アルフレッド・フイエ、哲学者（* 1838年）
- 1912年 - ゲオルク・ハイム、詩人（* 1887年）
- 1914年 - 伊東祐亨、初代連合艦隊司令長官、第7代軍令部長（* 1843年）
- 1917年 - ジョージ・デューイ、アメリカ海軍大元帥（* 1837年）
- 1919年 - 法印大五郎、侠客、清水次郎長一家の一人（* 1840年）
- 1929年 - 珍田捨巳、皇室侍従長（* 1857年）
- 1933年 - ウィリー・ブルメスター、ヴァイオリニスト（* 1869年）
- 1938年 - 池田七三郎、新選組隊士（* 1849年）
- 1940年 - マクシミリアン・シュヴェードラー、フルート奏者（* 1853年）
- 1942年 - アーサー (コノート公)、イギリスの王族、カナダ総督（* 1850年）
- 1942年 - キャロル・ロンバード、女優（* 1908年）
- 1944年 - 李陸史、詩人（* 1904年）
- 1950年 - グスタフ・クルップ、実業家（* 1870年）
- 1957年 - アルトゥーロ・トスカニーニ、指揮者（* 1867年）
- 1957年 - 玉腰忠義、プロ野球選手（* 1920年）
- 1959年 - 山本一清、天文学者（* 1889年）
- 1961年 - 桂三木助 (3代目)、落語家（* 1902年）
- 1961年 - 古川ロッパ、コメディアン（* 1903年）
- 1966年 - マルガレーテ・ズースマン、文芸評論家、思想家（* 1872年）
- 1967年 - 鈴木清、医学者（* 1898年）
- 1969年 - ヴァーノン・デューク、作詞家、作曲家（* 1903年）
- 1971年 - フィリップ・ティス、自転車競技選手（* 1890年）
- 1973年 - モニク・ド・ラ・ブリュショルリ、ピアニスト（* 1915年）
- 1975年 - 八代目坂東三津五郎、歌舞伎役者（* 1906年）
- 1981年 - バーナード・リー、俳優（* 1908年）
- 1982年 - 田中二郎、法学者（* 1906年）
- 1984年 - 仁田勇、化学者（* 1899年）
- 1986年 - 梅原龍三郎、画家（* 1888年）
- 1987年 - 藤田省三、プロ野球監督（* 1908年）
- 1991年 - プレストン・クラウド、古生物学者、地理学者（* 1912年）
- 1992年 - 寿岳文章、英文学者、随筆家、民藝運動家（* 1900年）
- 1992年 - 入江泰吉、写真家（* 1905年）
- 1995年 - 中山定義、海上自衛隊海上幕僚長（* 1905年）
- 1997年 - 古澤憲吾、映画監督（* 1923年）
- 2000年 - ジーン・ハリス、ジャズピアニスト（* 1933年）
- 2002年 - カール・ボボ・オルソン、プロボクサー（* 1928年）
- 2002年 - いぬいとみこ、児童文学作家（* 1924年）
- 2003年 - 秋山庄太郎、写真家（* 1920年）
- 2003年 - 榎本滋民、作家、落語評論家（* 1930年）
- 2003年 - 大神武俊、プロ野球選手（* 1932年）
- 2004年 - 阿具根登、第17代参議院副議長（* 1912年）
- 2005年 - 松重美人、新聞記者、カメラマン（* 1913年）
- 2006年 - 伊藤潔、評論家（* 1937年）
- 2006年 - ローカル岡、漫談家（* 1943年）
- 2007年 - サルハト・ラシドワ、世界最高齢とされる女性（* 1875年）
- 2008年 - 片岡球子、日本画家（* 1905年）
- 2008年 - 斎藤眞、政治学者（* 1921年）
- 2008年 - 杉浦喬也、第10代日本国有鉄道総裁（* 1925年）
- 2008年 - 岡田善雄、細胞生物学者（* 1928年）
- 2009年 - アンドリュー・ワイエス、画家（* 1917年）
- 2014年 - 小野田寛郎、元陸軍少尉（* 1922年）
- 2014年 - 高橋昌也、俳優、演出家（* 1930年）
- 2014年 - 佐久間正英、ミュージシャン、音楽プロデューサー（* 1952年）
- 2015年 - 太田美實、医師、馬主（* 1924年）
- 2017年 - ユージン・サーナン、宇宙飛行士（* 1934年）
- 2019年 - 柳宗玄、美術史家（* 1917年）
- 2021年 - 佐藤泰正、教育学者（* 1929年）
- 2021年 - フィル・スペクター、音楽プロデューサー、元ミュージシャン（* 1939年）
- 2021年 - 崔正禮、詩人（* 1955年）
- 2021年 - 清泉亮、ノンフィクション作家（* 1974年）
- 2022年 - イダ・ゾッカラット、スーパーセンテナリアン（* 1909年）
- 2022年 - 佐藤静雄、政治家（* 1931年）
- 2022年 - 梅沢武生、大衆演劇俳優、梅沢劇団第2代座長（* 1939年）
- 2022年 - 根岸善雄、俳人（* 1939年）
- 2022年 - イブラヒム・ブバカール・ケイタ、政治家、第5代マリ共和国大統領、第6代首相（* 1945年）
- 2023年 - 合田茂、実業家、元住友重機械工業社長（* 1924年）
- 2023年 - ジーナ・ロロブリジーダ、女優、フォトジャーナリスト（* 1927年）
- 2023年 - 前田一昭、裁判官（* 1932年）
- 2023年 - 池田英俊、元プロ野球選手（* 1937年）
- 2023年 - ハンフリー・ナイプ、作家、脚本家、映画監督（* 1941年）
- 2023年 - 于海、武術家、俳優（* 1942年）
- 2024年 - ピーター・シックリー、作曲家、パロディ音楽家（P. D. Q. バッハ）（* 1935年）
- 2024年 - 平野昌繁、地形学者、大阪市立大学名誉教授（* 1939年）
- 2024年 - エスパー伊東、お笑い芸人、画家（* 1960年）
- 2024年 - 森下知幸、元野球選手、高校野球指導者（* 1961年）
- 2025年 - 久保田圭司、脚本家（* 1932年）
- 2025年 - 上田正治、撮影監督（* 1938年）
- 2025年 - 双葉たかし、漫画家（* 1961年）

## 記念日・年中行事
- 禁酒の日
1920年1月16日にアメリカで禁酒法が施行されたことに由来。
- 藪（やぶ）入り（ 日本）
江戸時代を中心に広まった風習で、奉公人や、よその家に嫁いだお嫁さんが休暇を貰って親元などに帰ることをいう。宿下がりとも言う。藪入りは1月だけではなく7月にもあり、7月16日の藪入りは「後の藪入り」とも呼ばれていた。
- 御正忌報恩講（ 日本）
親鸞聖人は1263年1月16日（旧暦弘長2年11月28日）、90歳で示寂。浄土真宗本願寺派の本山西本願寺では、毎年1月9日から命日の1月16日までの7日間、宗祖親鸞聖人の恩徳を偲んで法要が執り行われる。「報恩講」という名称は、親鸞聖人のひ孫である本願寺第3代覚如上人が、聖人の33回忌にあわせて「報恩講私記」を著されたことに由来している。なお、浄土真宗大谷派の本山東本願寺では、旧暦の祥月命日にあたる11月21日から11月28日まで、御正忌報恩講が勤められる。
- 香取神宮『星鎮祭』（ 日本）
千葉県香取市の香取神宮で、毎年行われる弓道の神事。神話の時代、同神宮の祭神である経津主大神（ふつぬしのおおかみ）が、星の運行をさまたげて世を乱した星の神、天香香背男（あめのかかせお）を弓矢で射落とし、星塚に鎮めたとの故事に由来する[13]。
- 初閻魔／十王詣（ 日本）
毎月1日と16日は閻魔大王の縁日。その中でも1月16日の縁日は初閻魔と呼ばれ、閻魔様をご本尊とするお寺では御開帳が行われる。初閻魔は獄卒も仕事を休み、亡者も骨休みができる日とされていた。藪入りの日にあたるこの日は、多くの人々が縁日に出かけていた。なお、閻魔様には眼病治癒のご利益があると言われている。昔、眼を患った老婆が、夢の中で閻魔様に「願掛けの満願成就の暁には、私の両目の内、ひとつを貴方に差し上げよう」と言われ、満願の日に老婆の眼が治ったという逸話がきっかけ[14]。
- ヒーローの日（ 日本）
電通がアニメや映画の「ヒーロー」の存在を世の中に浸透させることを目的として2018年に制定し、日本記念日協会により認定。「ヒ（1）ー（1）ロー（6）」の語呂合わせに基づく[15]。